# Ентони Лапаља
Ентони Лапаља (енгл. Anthony LaPaglia; Аделејд, Јужна Аустралија, 31. јануар 1959) аустралијски је позоришни, филмски и ТВ глумац. Добио је награде Златни глобус и награду Еми.
Најпознатији по улози Џека Мелоуна у телевизијској серији Без трага (2002—2009), за коју је 2004. добио Златни глобус, као и по улози Сајмона Муна у ситкому Фрејжер, која му је донела Еми 2002. године.
Остварио је улоге и у филмовима Ожених се за убицу са секиром (1993), Клијент (1994), Семово лето (1999), Пут без повратка (2002), Анабел 2: Стварање зла (2017), Елвис (2022), поред многих.